# Hasmik Papian
Hasmik Papian (Erevan, 2. rujna 1961.), armenska je sopranistica i najpoznatija armenska operna pjevačica. Nastupala je u gotovo svim europskim državama kao i u Japanu, Izraelu, Latinskoj Americi i diljem Sjedinjenih Američkih Država. Između ostalog, ostvarila je umjetničku suradnju s Plácidom Domingom, Valerijem Gergijevom, Jamesom Morrisom, Jamesom Conlonom, Riccardom Mutijem i drugima.
Rođena je 1961. u Erevanu, glavnom gradu Armenije, tada dijelu Sovjetskog saveza. Već s pet godina pokazala je zanimanje za sviranje violine. Maturirala je na Državnom konzervatoriju u Erevanu najprije violinu, a potom i pjevanje. Nakon prvih nastupa u Armenskoj državnoj operi u Erevanu, uslijedila su gostovanja u Bonnskoj i Njemačkoj operi u Düsseldorfu, a kasnije i u Metropolitanskoj operi i Carnegie Hall u New Yorku, operi u San Franciscu, Washingtonskoj nacionalnoj operi, milanskoj La Scali, pariškoj Opéri Bastille, Gran Teatre del Liceu u Barceloni, Teatru Real u Madridu, londonskom Wigmore Hallu, Bečkoj državnoj operi i Muskivereinu, kao i u sanktpeterburškom Marijinskom teatru, Nizozemskoj operi u Amsterdamu i drugdje.
Na pjevačkom natjecanju »Belvedere« u Beču 1990. godine osvojila je nekoliko prvih nagrada, među kojima i onu za repertoar izveden u Velikom teatru u Varšavi. Za svoj rad Armenija ju je odlikovala naslovom "narodne umjetnice" kao i kulturnim veleposlanikom Armenije u svijetu. Za svoje doprinose armenskoj kulturi patrijarh Karekin II. odlikovao ju je 2005. godine Redom svetog Mesropa Maštoca i Redom svetog Sahaga i Mesropa. Američki list The Washington Post njezinu je ulogu Norme u istoimenoj operi prozvao najboljom svoga vremena.

## Vanjske poveznice
- Službene stranice (engl.) (njem.) (fr.)